# Areia Branca (Sergipe)
Areia Branca is een gemeente in de Braziliaanse deelstaat Sergipe. De gemeente telt 16.733 inwoners (schatting 2009).